# 扎莫克 (若夫克瓦區)
50°9′27″N 23°39′25″E / 50.15750°N 23.65694°E
扎莫克（烏克蘭語：Замок），是烏克蘭西部的村莊，隸屬利維夫州的利維夫區。該村始建於1720年，面積15.8平方公里，海拔高度257米，2001年人口626，人口密度每平方公里39.67人。